# Condado de Moora
El Condado de Moora es un Área Local Gubernamental en el norte de la región Wheatbelt de Australia Occidental, y mayoritariamente se encuentra entre la Autopista Brand y la Autopista Great Northern 180 kilómetros al norte de Perth, la capital del estado. El Condado cubre un área de 3.767 kilómetros cuadrados y su cabeza de gobierno es el pueblo de Moora.

## Historia
En 1908, la Moora Road Board fue anunciada con tierras de Victoria Plains. El 1 de julio de 1961, se convirtió en un Condado siguiendo los cambios al Acta Local de Gobierno.

## Barrios
El condado ha sido dividido en varios barrios, mayormente con 1 concejal cada uno:
- Barrio de Moora Town (4 concejales)
- Bindi Bindi
- Coomberdale
- Koojan
- Miling
- Watheroo

## Pueblos/Localidades
- Bindi Bindi
- Coomberdale
- Koojan
- Miling
- Moora
- Walebing
- Watheroo